# Francisco Bulnes Sanfuentes
Francisco Enrique Bulnes Sanfuentes (Santiago 8 augustus 1917 - aldaar, 28 oktober 1999) was een Chileens politicus.

## Achtergrond
Hij was de zoon van de liberale senator Francisco Bulnes Correa (1886-1970) en Ana Blanca Sanfuentes Echazarreta (1888-1957). Via zijn vaderskant was hij verwant aan president Manuel Bulnes Prieto (overgrootvader), generaal Manuel Bulnes Pinto (1842-1899) en president Francisco Antonio Pinto (1785-1858). Via zijn moederskant was hij de kleinzoon van president Juan Luis Sanfuentes (1858-1930). Omdat zijn grootvader president was ten tijde van de geboorte van Francisco, werd hij gedoopt in het presidentieel paleis.
Francisco Bulnes bezocht Duitse school in Santiago en studeerde rechten aan de Katholieke Universiteit van Chili. Hij promoveerde in 1939. Daarna volgde hij nog een semester aan de Universiteit van Chili. Hij overwoog om Rooms-katholiek priester te worden, maar zag hier uiteindelijk van af. In 1936 werd hij adjunct-secretaris van de Compañía de Petróleos de Chile (petroleummaatschappij) en later secretaris-generaal. Van 1942 tot 1943 was hij assistent-hoogleraar in de rechten aan de Katholieke Universiteit.

## Politieke carrière
Anders dan zijn vader en broers sloot Francisco zich niet aan bij de liberale partij, maar bij de Partido Conservador (Conservatieve Partij). In 1937 werd hij voorzitter van de studentenafdeling van zijn partij en van 1939 tot 1941 was hij plaatsvervangend voorzitter en van 1941 tot 1943 voorzitter van de Juventud Conservadora (Jonge Conservatieven). Van 1950 tot 1952 was hij vicevoorzitter van de Partido Conservador Tradicionalista (Traditionalistische Conservatieve Partij) en van 1962 tot 1964 was hij voorzitter van de Partido Conservador Unido (Verenigde Conservatieve Partij). In 1966 ging de conservatieve partij op in de Partido Nacional (Nationale Partij).
In 1945 werd Bulnes in de Kamer van Afgevaardigden gekozen. Hij bleef afgevaardigde tot 1953; in dat jaar nam hij zitting in de Senaat. Hij maakte ook deel uit van het Latijns-Amerikaanse parlement. Aan zijn parlementaire werkzaamheden kwam een einde toen de militaire junta onder leiding van generaal Augusto Pinochet in 1973 het parlement ontbond.

### Latere jaren
De militaire junta benoemde Bulnes tot ambassadeur in Peru (1975). In 1979 werd hij echter uitgewezen door de Peruaanse regering. Na zijn terugkeer in Chili was hij werkzaam als advocaat en medeoprichter van de centrumrechtse Renovación Nacional (Nationale Hernieuwing).
Francisco Bulnes overleed in 1999. Hij was sinds 1939 getrouwd met Elisa Ripamonti Barros en had 6 kinderen. Zijn kleinzoon Felipe Bulnes Serrano (*1969) was van 2010 tot 2011 minister van Justitie en in 2011 minister van Onderwijs.